# 1942 en Saskatchewan
Chronologie de la Saskatchewan
- 1938
- 1939
- 1940
- 1941
- 1942
- 1943
- 1944
- 1945
- 1946

Cette page concerne des événements d'actualité qui se sont produits durant l'année 1942 dans la province canadienne de la Saskatchewan.

## Politique
- Premier ministre : William John Patterson
- Chef de l'Opposition :
- Lieutenant-gouverneur : Archibald Peter McNab
- Législature :

## Naissances
- 5 août : Jack Wayne Norris (né  à Delisle) est un joueur professionnel canadien de hockey sur glace qui évoluait au poste de gardien de but.